# Тосостонтли

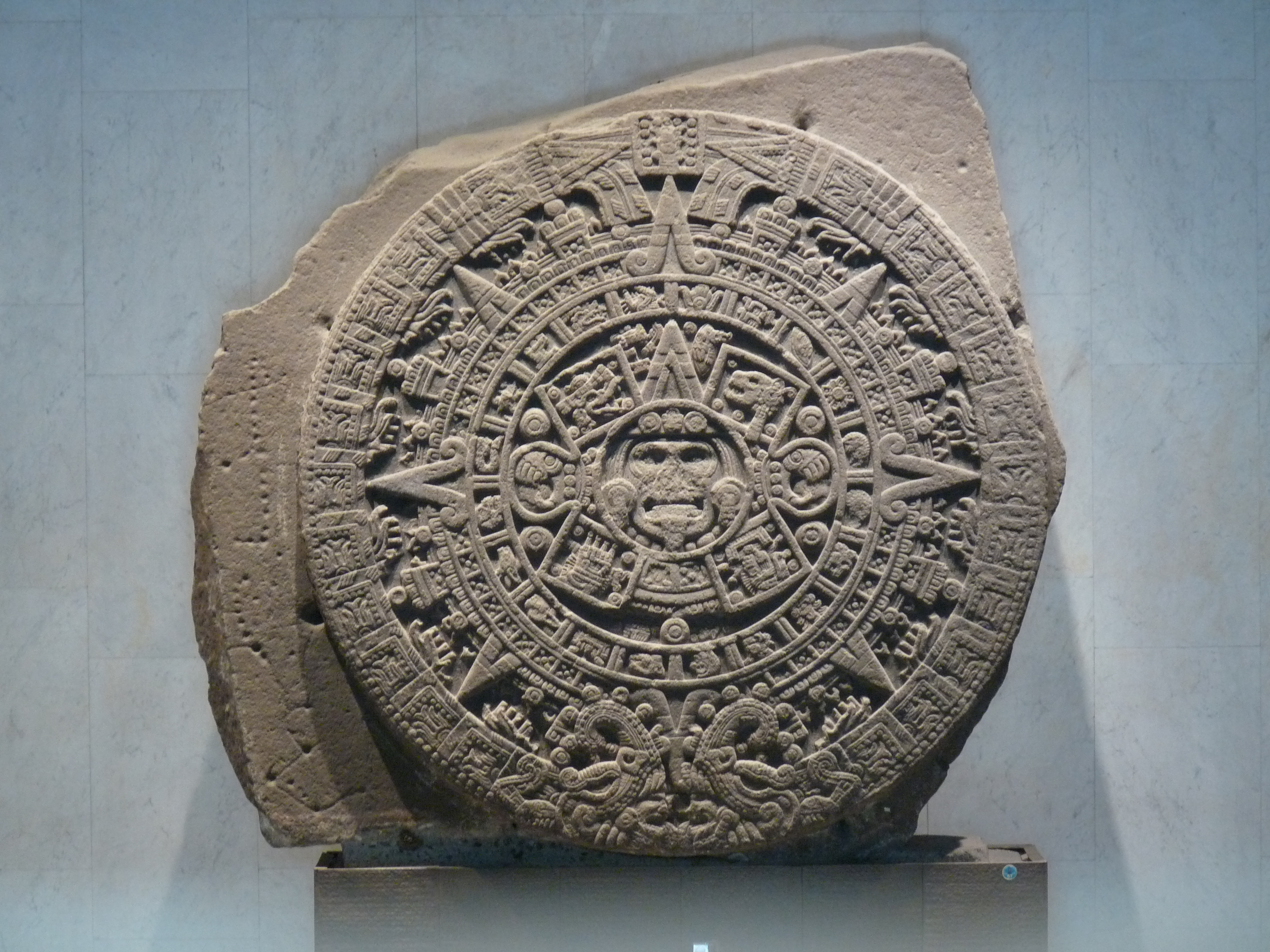
Монолит Камня Солнца, также называемый Календарём ацтеков (Национальный музей антропологии и истории, Мехико)

Тосостонтли (аст. Tozoztontli, в переводе: «Малое бдение») — третий двадцатидневный месяц («вейнтена») ацтекского календаря шиупоуалли, который длился примерно с 25 марта по 13 апреля. Также название праздника, посвящённого божествам Коатликуэ и Тлалоку, каждый год проводившегося в этом месяце.

## Календарь
Календарь ацтеков состоял из двух циклов: шиупоуалли (аст. xiuhpohualli, что значит «счёт лет», соответствует хаабу у майя) и ритуального 260-дневного тональпоуалли (аст. tonalpohualli, что значит «счёт дней» или «счёт судеб», соответствует цолькину у майя). Шиупоуалли и тональпоуалли совпадали каждые 52 года, образуя так называемый «век», называвшийся «Новым Огнём». Ацтеки верили, что в конце каждого такого 52-летнего цикла миру угрожает опасность быть уничтоженным, поэтому начало нового ознаменовывалось особыми торжествами. Сто «веков», в свою очередь, составляли 5200-летнюю эру, называвшуюся «Солнцем».
365-дневный шиупоуалли состоял из 18 двадцатидневных «месяцев» (или veintenas) плюс дополнительные 5 дней в конце года. В некоторых описаниях календаря ацтеков говорится, что он также включал високосный год, который позволял календарному циклу оставаться в соответствии с одними и теми же аграрными циклами из года в год. Но в других описаниях говорится, что високосный год был неизвестен ацтекам, и что соотношение месяцев и астрономического года со временем менялось.

## Праздник
Божествами праздника были Тлалок (бог дождя и ветра) и Коатликуэ (богиня земли и огня). В месяц Тосостонтли детей от 1 до 13 лет приобщали к процессам обучения, наблюдениям за природой, медитации и самопожертвованию. Обряды инициации заключались в прокалывании мочки уха, в которую вставлялись нитки в виде серёжек. Детям давали небольшие задания в соответствии с их возрастом, и в знак инициации девочки получали браслеты, а мальчики — ожерелья. Праздник знаменовал собой начало сезона дождей, незадолго до него ацтеки засеивали поля, и с заката до полуночи охраняли их, отсюда и название «Малое бдение» (в противоположность следующему месяцу Уэйтосостли, «Большому бдению»). Алтари украшались цветами, на возделываемых полях воскуривались копаловые благовония, а земле оставляли подношения, чтобы она дала хороший урожай.